# デマーカス・コーリー
デマーカス・コーリー（DeMarcus Corley、1974年6月3日 - ）は、アメリカ合衆国のプロボクサー。ワシントンD.C.出身。元WBO世界スーパーライト級王者。

## 来歴
1996年5月17日、コーリーは地元ワシントンD.C.でデビューを飾り初回TKO勝ち。
1999年3月20日、ダニエル・ルージャンとの対戦で10回判定負けを喫してプロ初黒星を喫した。
1999年9月24日、USBA全米スーパーライト級王者で後のWBO世界スーパーライト級王者のエネル・フリオと対戦し、12回2-1の判定勝ちを収め王座獲得に成功した。
2001年6月30日、マンダレイ・ベイ・イベント・センターでWBO世界スーパーライト級王者のエネル・フリオと対戦予定だったが、フリオが試合の5日前に白内障の治療により指名試合が行えないため剥奪になり、空位になったWBO世界スーパーライト級王座決定戦を急遽同級1位のフェリックス・フローレンスと行った。試合は初回に2度ダウンを奪ってペースを握ると、最後は連打をまとめてレフェリーストップがかかり試合終了。初回2分49秒TKO勝ちを収め王座獲得に成功した。
2002年1月19日、エネル・フリオと指名試合となる3年振りの再戦をフロリダ州マイアミのジャイ・アライ・フロントンで行い、2回と3回にダウンを奪って先手を奪うと、その後フリオがコーリーのスリップダウン時に加撃して2点減点されたことも追い風となり、12回3-0(119-105、117-107、118-107)の判定勝ちを収め1者が14点差を付ける圧勝でフリオを完封し初防衛に成功した。
2003年1月4日、地元ワシントンD.C.のD.C.アーモリーで世界王座として凱旋初試合。元王者のランドール・ベイリーと対戦した。ベイリーの1発逆転の強打に警戒し距離を取りながら試合を組み立て、12回3-0(116-112、2者が117-111)の判定勝ちを収め2度目の防衛に成功した。
2003年7月12日、ネバダ州ラスベガスのオーリンズでザブ・ジュダーと対戦し、スピードと切れのいい攻撃が得意のジュダーのスピードに互角で対抗し、打ち合いでも若干分があったものの12回1-2(115-113、112-115、113-115)の僅差判定負けを喫し3度目の防衛に失敗し王座から陥落した。
2004年5月22日、ニュージャージー州アトランティックシティのボードウォーク・ホールで後の世界5階級制覇王者のフロイド・メイウェザー・ジュニアとWBC世界スーパーライト級王者のアルツロ・ガッティへの挑戦権を賭けた試合を行い、8回と10回にダウンを奪われ12回0-3(107-119、108-118、108-119)の完敗を喫しガッティへの挑戦権獲得に失敗した。
2005年2月26日、コーリー初の海外試合でプエルトリコのコリシオ・ルーベン・ロドリゲスでWBO世界スーパーライト級王者ミゲール・コットと対戦。試合は互角に進み、3・4点差の僅差ではあるものの巻き返しがきく範囲内だったが、コットに一瞬の隙を突かれてロープに追われると激しい攻撃にさらされたところでレフェリーがコーリーを救い出す形でストップがかかり、自身初のKO負けとなる5回2分45秒TKO負けを喫し2年振りの王座返り咲きに失敗した。
2006年9月15日、イギリスロンドンのアレクサンドラ・パレスでジュニア・ウィッターとWBC世界スーパーライト級王座決定戦を行い、12回0-3(111-117、112-118、113-116)の判定負けを喫しWBOに続く王座戴冠に失敗した。
2007年5月12日、ニカラグアマナグアのファラオス・カジノで後のWBA世界ライト級王者ホセ・アルファロと対戦。この試合が世界前哨戦だったアルファロから初回にダウンを奪って先制するが、その後アルファロに巻き返されコーリーは何度もピンチに陥いる。7回にダウンを奪われると8回のダウンにもダウンを追加されレフェリーが試合をストップ、8回48秒TKO負けを喫した。
2008年1月19日、ニューヨークのマディソン・スクエア・ガーデンでWBCアメリカ大陸スーパーライト級王座決定戦をデボン・アレクサンダーと対戦し、12回アレクサンダーがローブローでの減点されるが、12回0-3(2者が109-118、111-116)の判定負けを喫し王座獲得に失敗した。
2008年10月22日、ランドール・ベイリーと5年振りの再戦。3回にダウンを奪われるとベイリーのペースになり、8回0-3(2者が72-79、73-78)の判定負けを喫しコーリーは泥沼の6連敗になった。
2009年4月10日、ヘクター・サンチェスとの対戦で8回0-3(3者とも74-77)の判定負けを喫した。
2009年5月9日と8月15日にカザフスタンで試合を行いいずれもTKOで勝利を飾った。
2009年11月28日、ロシアモスクワのCSKA・VVS・アリーナでファリズ・カジモブと対戦し、1-2の僅差判定負けを喫した。
2010年2月5日、フレディ・エルナンデスと対戦し自身初のカウントアウトになる5回1分48秒KO負けを喫し2連敗になった。
2010年8月28日、アルゼンチンブエノスアイレスのエスタディオ・ルナ・バルクでWBA世界スーパーライト級暫定王者マルコス・マイダナと対戦し、7回にダウンを奪われカウントアウト寸前まで追い詰められ12回0-3(2者が110-117、112-115)の判定負けを喫し王座獲得に失敗した。
2010年11月13日、ウクライナハルキウのスポーツパレス・ロコモティヴでWBOヨーロッパスーパーライト級王者セルゲイ・フェドチェンコと対戦し、12回0-3(110-120、110-119、113-117)の判定負けを喫し王座獲得に失敗した。
2011年1月21日、メンドーサ州ラス・ハラスのポリデポーティヴォ・ヴィセンテ・ポリメニでルーカス・マティセーとWBOインターコンチネンタルスーパーライト級王座決定戦を行い5回に2度、6回に1度、7回と8回に3度の計9度のダウンを奪われ9度目のダウンでレフェリーがノーカウントで試合をストップし、これまでにない以上に滅多打ちにされた挙句王座獲得に失敗した。
2011年6月10日、トーマス・デゥロームとNABA全米ウェルター級王座決定戦を行った。コーリー初のウェルター級での一戦は3回にダウンを奪われると11戦全勝のデゥロームの勢いに飲まれ10回0-3(3者とも90-99)の判定負けを喫し王座獲得に失敗した。
2011年12月5日、後のWBO世界スーパーライト級王者ルスラン・プロボドニコフとABCOスーパーライト級王座決定戦を行い、馬力で勝るプロボドニコフの強打に何度もストップ寸前まで追い詰められ12回0-3(111-117、109-119、111-118)の判定負けを喫し王座獲得に失敗した。コーリーはこの敗戦で自身2度目の6連敗となった。
2012年1月21日、NABF北米スーパーライト級王者のガブリエル・ブラセオと対戦。3回と5回に2度の計4つのダウンを奪いストップ寸前まで追い詰めたが仕留めきれなかった。8回にダウンを奪い返されてピンチになる場面もあったが持ちこたえて10回3-0(96-90、2者が94-92)の判定勝ちを収めブラセオに初黒星を付けて王座獲得に成功した。
2012年10月27日、ウクライナ・キエフのクラブ・スポートライフでWBCインターナショナルシルバースーパーライト級王者ビクトル・ポストルと対戦し、12回0-3(2者が110-118、112-117)の判定負けを喫し王座獲得に失敗した。
2013年9月27日、1年振りの試合をトルコ・テキルダーアタチュルクスポーツホールでセルチュク・アイディンとWBC地中海スーパーライト級王座決定戦を行い、4回終了時棄権で王座獲得に失敗した。
2013年10月24日、故郷ワシントンD.C.メイフラワー・ホテルでジャビエル・ガルシアと対戦し、7回終了時棄権で1年5か月振りの再起に成功した。なおワシントンD.C.での試合は9年振りだった。
2013年12月13日、ボリビア・ラパスのコリセオ・フリオ・ボレッリ・ヴィテリットでFECARBOXスーパーライト級王者並びにWBCラテンアメリカスーパーライト級暫定王者フランクリン・ママニと対戦し、10回0-3(3者とも90-100)の判定負けを喫し王座獲得に失敗した。

## 獲得タイトル
- USBA全米スーパーライト級王座
- WBO世界スーパーライト級王座（防衛2）
- NABF北米スーパーライト級王座